# 106-я пехотная дивизия (США)
106-я пехотная дивизия (англ. 106th Infantry Division) — пехотная дивизия Армии США, сформированная во время Второй мировой войны. Прозвище: «Дивизия Золотой Лев».

## Создание и Вторая мировая война
Приказ о формировании штаба дивизии и штабной роты подписан 5 мая 1942 года, однако на деле дивизия была сформирована позже — 15 марта 1943 года в форте Джексон (Южная Каролина) на основе кадров 80-й пехотной дивизии.

### Состав дивизии
- 422-й пехотный полк,
- 423-й пехотный полк,
- 424-й пехотный полк,
- 589-й полевой артиллерийский батальон,
- 590-й полевой артиллерийский батальон,
- 591-й полевой артиллерийский батальон (средний),
- 592-й полевой артиллерийский батальон (лёгкий).

### Кампании
Северо-Западная Европа (декабрь 1944 — март 1945 гг.; 1-я и 15-я армия). На начальном этапе Арденнской контрнаступательной операции немецких войск дивизия, занимавшая оборону шириной около 30 километров, попала под удар 5-й танковой армии генерала Мантойфеля. Два полка попали в окружение и были вынуждены сложить оружие 19 декабря 1944 года. В числе попавших в немецкий плен 7000 американских военнослужащих был и будущий писатель Курт Воннегут. 424-й полк продолжал сражаться в районе Сен-Вит и позже послужил основой для восстановления дивизии.

## Командиры
- генерал-майор Алан У. Джонс (март 1943 — февраль 1945 гг.)
- генерал-майор Дональд Стро (февраль 1945 — ?)

Расформирована 2 октября 1945 года.